# 互联网标准
互联网标准（Internet Standard，英文缩写为STD），是指关于互联网相关的技术与方法论的技术规范，由互联网工程任务组（IETF）创建与发布。

## 综述
互联网标准可以是一个或一组特殊的RFC。RFC在成为标准或标准的一部分之前，首先成为互联网草案，通常在经过若干次修订后被RFC编辑所接受被标注为提名标准。在此之后，RFC可以被标注为互联网标准。上述步骤被定义与RFC 2026和RFC 6410之中。